# Browsing
Als Browsing (von englisch browse around ‚sich umsehen‘, ‚stöbern‘) bezeichnet man das Navigieren in Informationen verschiedener Art mittels Hypermedia-Strukturen, zum Beispiel im World Wide Web. Bei komplexeren Inhalten wird oft ein Programm zum Darstellen der Informationen verwendet, das die Daten anschaulich wiedergeben soll. Dieses Programm bezeichnet man allgemein als Browser.
Verschiedene Varianten des Browsing sind zum Beispiel Web-Browsing, Code-Browsing, Datei-Browsing, auch File-Browsing genannt, Help-Browsing oder Text-Browsing.

## Web-Browsing (Internet-Browsing)
Meistens wird Browsing als Web-Browsing oder auch Internet-Browsing verstanden. Dieses bezeichnet die Tätigkeit, mit einem Webbrowser durch eine oder mehrere Webseiten zu navigieren. Umgangssprachlich wird dieses auch als „surfen“ bezeichnet. Zur Definition des Web-Browsings zählt im Prinzip die Betrachtung jeder beliebigen, in HTML oder anderen Websprachen geschriebenen Website. Dieses gilt also auch für nicht über das Internet verfügbare Seiten, etwa solche, die auf dem lokalen Rechner liegen oder über ein lokales Netzwerk abgerufen werden. Allerdings müssen beim allgemeinen Browsing keineswegs zwangsläufig Online-Inhalte wie Webseiten betrachtet werden.

## Code-Browsing
Eine weitere Variante ist das Code-Browsing, bei dem, meistens mit Hilfe einer integrierten Entwicklungsumgebung der Quellcode eines Computerprogramms anschaulich dargestellt wird (etwa durch UML-Diagramme). So kann sich der Entwickler eines Programms einen Überblick über die Struktur des Codes verschaffen und sich die einzelnen Elemente, etwa Klassen oder Methoden graphisch anzeigen lassen. Neben Syntaxhervorhebung ist dieses eine weitere Hilfe für Programmierer, den Quellcode besser zu überblicken.

## Datei-Browsing (File-Browsing)
Datei-Browsing, auch File-Browsing genannt, bezeichnet das Durchsuchen der, zum Beispiel auf einem Datenträger wie einer Festplatte, vorhandenen Dateien und Ordner. Hierbei wird meistens nicht der Inhalt der Dateien angezeigt, sondern lediglich deren Name. Es gibt jedoch auch Dateibrowser mit einer Vorschaufunktion.
Außerdem wird die Verzeichnisstruktur eines Volume sichtbar, sodass der Benutzer einen Überblick über die Daten auf seinem Computer bekommt. Beispiele für Dateibrowser (auch als Dateimanager bezeichnet) sind der Konqueror unter Linux, Finder unter MacOS oder der Windows-Explorer unter Microsoft Windows (nicht zu verwechseln mit dem Internet Explorer, dieses ist ein Webbrowser).

## Help-Browsing
Beim Help-Browsing durchsucht der Benutzer die Hilfe einer Software. Die meisten Programme bieten eine Hilfsfunktion, die dem Anwender bei der Bedienung des Programms Ratschläge und Unterstützung bieten soll. Meistens wird diese in einem plattformspezifischen Format mitgeliefert, das dann von dem Helpbrowser des jeweiligen Betriebssystems angezeigt werden kann. Zu den meisten Helpbrowsern gehören Funktionen wie Inhaltsverzeichnis, Index und Suche. Das Inhaltsverzeichnis zeigt die Kapitelstruktur der Hilfe an und bietet so die Möglichkeit, den gewünschten Inhalt anhand einer Überschrift zu finden. Im Index sind einige Schlagworte mit Verweisen auf Artikel zum Thema eingetragen. Die Suche bietet die Möglichkeit, alle Artikel zu einem bestimmten Suchwort sofort zu finden. Meistens muss dazu die Hilfe vorher indexiert werden.

## Text-Browsing
Als Text-Browsing versteht man das Lesen eines Textdokuments, zum Beispiel mit Hilfe eines Textverarbeitungsprogramms. Meistens sind beim Browsen durch einen Text die Funktionen zum Bearbeiten des Textes deaktiviert, da es sich ausschließlich um den Lesevorgang handelt. Einige Komfortfunktionen wie Zoom, das Anzeigen mehrerer Seiten gleichzeitig, das Anzeigen und Erstellen von Lesezeichen oder das Markieren relevanter Textpassagen verbessern die Benutzerfreundlichkeit und Funktionalität eines Textbrowsers. Meistens sind solche Textbrowser in der Form von Vorschau-Funktionen in einem Textverarbeitungsprogramm integriert.